# عمر الديريتي
عمر فيديريكو ألديريتي فرنانديز (مواليد 26 ديسمبر 1996) هو لاعب كرة قدم باراغواياني محترف يلعب كمدافع لصالح نادي خيتافي في الدوري الإسباني ومنتخب باراغواي. يلعب في مركز قلب الدفاع، كما يمكنه اللعب في مركز الظهير الأيسر.

## مسيرته الكروية
بدأ ألديريتي مسيرته مع سيرو بورتينو، ولعب لفريق تحت 20 عامًا في بطولة كوبا ليبرتادوريس تحت 20 عامًا 2016 ‏ بين يناير وفبراير 2016 حيث سجل هدفًا واحدًا (ضد بوليفار) في ثلاث مباريات. بعد أشهر، في مايو 2016، ظهر ألديريتي لأول مرة كمحترف مع النادي في خسارة. في ظهوره الثالث في الدوري، سجل هدفه الأول على المستوى الإحترافي في فوز خارج الأرض ضد غواراني في 31 يوليو. في أغسطس 2017، انضم ألديريتي إلى نادي جيمناسيا إي إسغريما الأرجنتيني على سبيل الإعارة. وكان ظهوره الأول في مباراة انتهت بالتعادل 4-4 مع ديفينسا إي جوستيسيا في 26 أغسطس.

### هوراكان وبازل
بعد هدف واحد في اثنتين وعشرين مباراة مع نادي جيمناسيا إي إسجريما، أكمل ألديريتي انتقاله إلى نادي هوراكان في نهاية فترة إعارته.
في 4 يونيو 2019، وافق ألديريتي على الانتقال إلى فريق بازل في الدوري السويسري الممتاز؛ حيث تم إتمام الصفقة رسميًا في 11 يونيو. انضم ألديريتي إلى الفريق الأول لنادي بازل في موسم 2019-2020 تحت قيادة المدرب مارسيل كولر. بعد أن لعب في خمس مباريات تجريبية، لعب ألديريتي أول مباراة له في الدوري المحلي مع النادي في مباراة خارج أرضه في ستاد توربيون في 19 يوليو 2019 حيث فاز بازل 4-1 على ستاد توربيون. سجل هدفه الأول لفريقه بعد أربعة أيام، في 23 يوليو 2019، في مباراة خارج أرضه على ملعب فيليبس في الجولة الثانية من تصفيات دوري أبطال أوروبا 2019–20 . لكن هذا لم يساعد الفريق، حيث هُزم بازل 2-3 على يد بي إس في آيندهوفن ، الذي سجل هدفين في الدقائق الأخيرة من المباراة.
غادر ألديريتي النادي خلال فترة الانتقالات في الموسم التالي. خلال فترته القصيرة مع النادي، لعب ألديريتي ما مجموعه 64 مباراة مع بازل وسجل ما مجموعه أربعة أهداف. 31 من هذه المباريات كانت في الدوري السويسري الممتاز ، وستة في كأس سويسرا، وأربع في دوري أبطال أوروبا، و13 في الدوري الأوروبي، و10 مباريات ودية. سجل هدفين في الدوري المحلي، وواحدًا في كأس سويسرا، وواحدًا في دوري أبطال أوروبا.

### هيرتا برلين
في 5 أكتوبر 2020، وقع ألديريتي صفقة طويلة الأمد مع نادي هيرتا برلين. شارك لأول مرة في مباراة انتهت بنتيجة 2–1 على ملعب ريد بول أرينا ضد آر بي لايبزيج في 24 أكتوبر. في 12 يوليو 2021، وقع ألديريتي مع نادي فالنسيا على سبيل الإعارة لمدة موسم مع خيار الشراء.

### خيتافي
في 19 أغسطس 2022، انضم ألديريتي إلى خيتافي على سبيل الإعارة مع خيار الشراء. في 25 مايو من العام التالي، وقع عقدًا دائمًا لمدة خمس سنوات مع النادي.

### حياته الشخصية
هو مسيحي

## أهدافه الدولية
| # | التاريخ        | المكان                                        | الخصم     | الهدف | النتيجة | المسباقة               |
| - | -------------- | --------------------------------------------- | --------- | ----- | ------- | ---------------------- |
| 1 | 28 يونيو 2024  | ملعب أليجيانت، لاس فيغاس، الولايات المتحدة    | البرازيل  | 1–3   | 1–4     | كوبا أمريكا 2024       |
| 2 | 14 نوفمبر 2024 | ملعب ديفينسوريس ديل تشاكو، أسونسيون، باراغواي | الأرجنتين | 2–1   | 2–1     | تصفيات كأس العالم 2026 |